# Europese weg 712
De Europese Weg 712 of E712 is een Europese weg die loopt van Genève in Zwitserland naar Marseille in Frankrijk.

## Algemeen
De Europese weg 712 is een Klasse B-verbindingsweg en verbindt het Zwitserse Genève met het Franse Marseille en komt hiermee op een afstand van ongeveer 420 kilometer. De route is door de UNECE als volgt vastgelegd: Genève - Chambéry - Marseille.

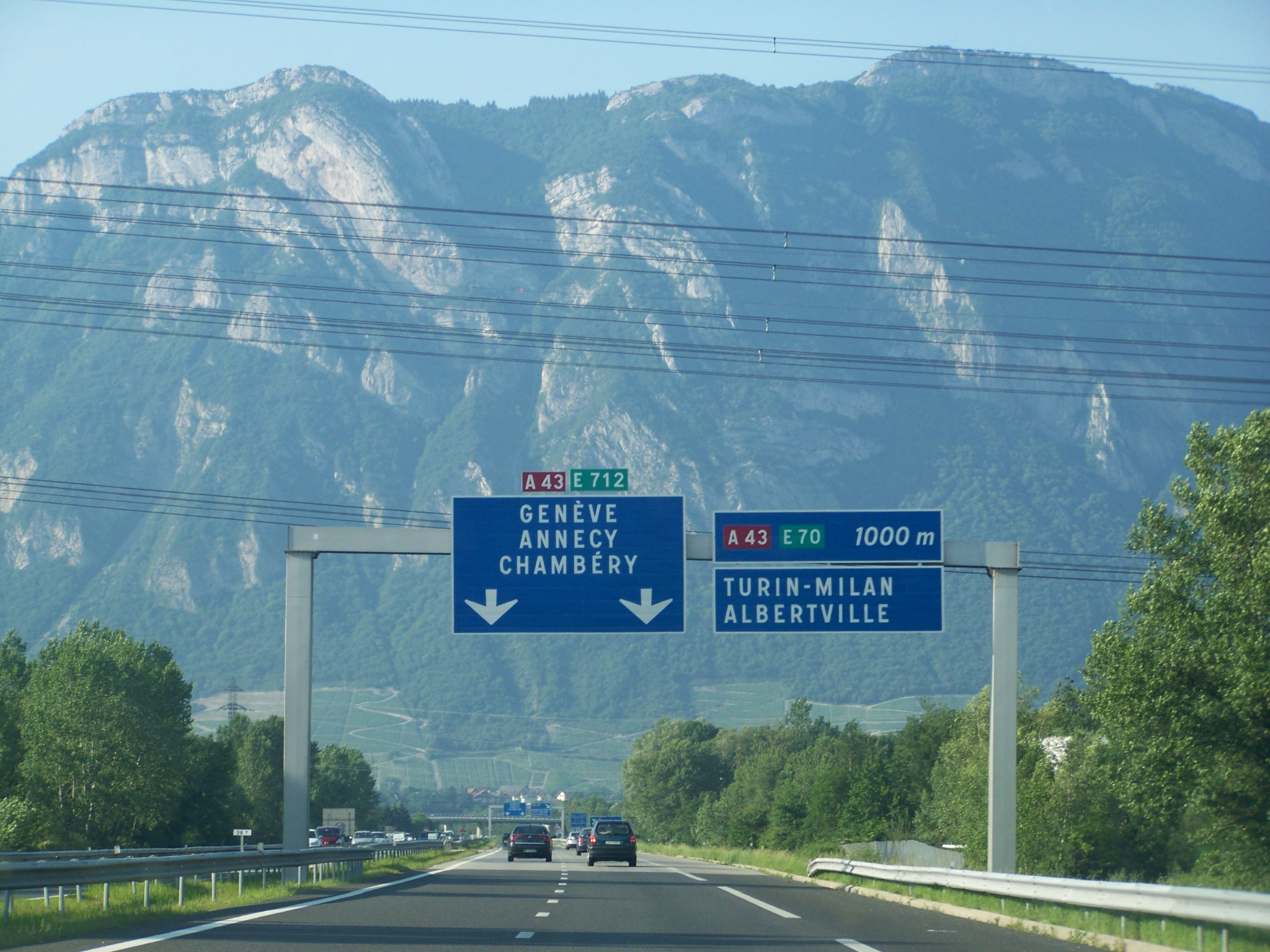
Bij Chambéry.